# وی ریموت

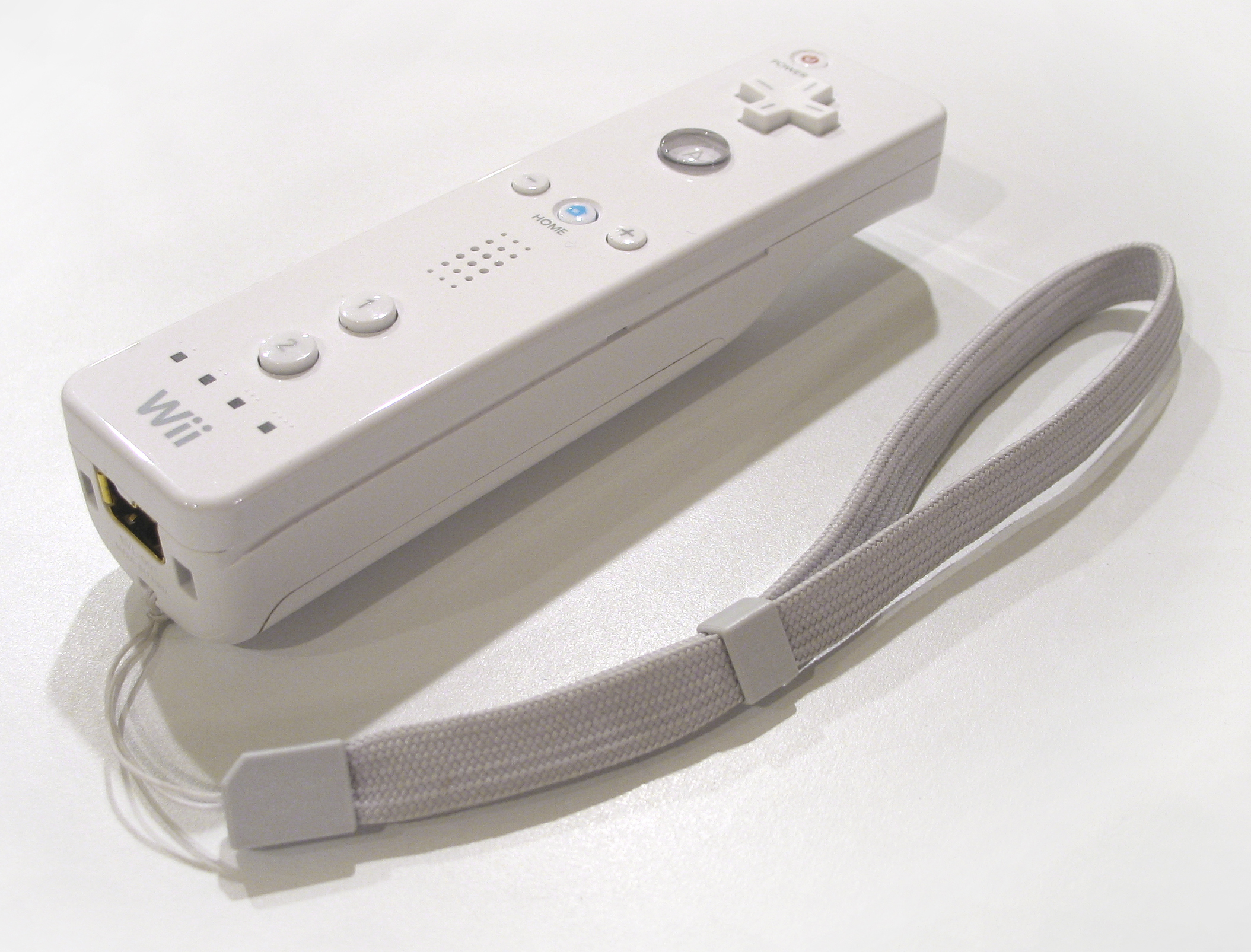
دسته وی ریموت

وی ریموت(به انگلیسی: Wii Remote)، یا به طور غیررسمی ویموت(به انگلیسی: "Wiimote") خوانده می‌شود، دسته اصلی کنسول نینتندو وی است. مهمترین قابلیت این دسته توانایی شناسایی حرکت(Motion sensing)است که از طریق آن می‌توان حرکات دسته را نیز تجزیه و تحلیل و در بازی انجام داد.
این دسته اولین بار در توکیو گیم شو و در ۱۶ سپتامبر ۲۰۰۵ معرفی شد و از طریق بلوتوث کار می‌کند.